# Ramtek
Ramtek es una ciudad y  municipio situada en el distrito de Nagpur en el estado de Maharashtra (India). Su población es de 22310 habitantes (2011). Se encuentra a 50 km de Nagpur. En proximidades de la ciudad se encuentra el lago Khindsi, que es uno de sus principales atractivos turísticos.

## Demografía
Según el censo de 2011 la población de Ramtek era de 22310 habitantes, de los cuales 11321 eran hombres y 10989 eran mujeres. Ramtek tiene una tasa media de alfabetización del 89,53%, superior a la media estatal del 82,34%: la alfabetización masculina es del 94,06%, y la alfabetización femenina del 84,89%.